# Otto Seesemann

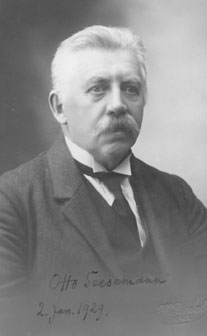
Otto Seesemann (1929)

Otto Emil Seesemann (* 26. August 1866 in Mitau; † 9. Februar 1945 in Megow) war ein deutsch-baltischer evangelischer Theologe und Professor an der Universität Dorpat.

## Leben
Sein Vater Heinrich Seesemann war Oberlehrer der Religion am Gouvernements-Gymnasium Mitau. Otto Seesemann ging von 1873 bis 1877 auf die Dannenbergsche Schule in Mitau, dann bis 1885 auf das Livländische Landesgymnasium in Fellin, das inzwischen von seinem Vater als Direktor geleitet wurde. Von 1885 bis 1890 studierte er Theologie an der Kaiserlichen Universität Dorpat und ergänzend von 1892 bis 1897 an der Universität Leipzig, unter anderem bei dem Alttestamentler Frants Buhl. Dort wurde er auch 1895 zum Dr. phil. promoviert und erlangte 1898 den Titel lic. theol.
Im Sommer 1900 legte er seine Privatdozentur in Leipzig nieder und ging nach Dorpat, wo er mehrere Jahrzehnte lehrte. Ab 1914 war er außerordentlicher Professor der alttestamentlichen Theologie, von 1928 bis 1936 ordentlicher Professor der neutestamentlichen Theologie. Das Hauptanliegen seiner Lehre und der Hauptthema seiner Schriften war zeitlebens das Alte Testament.
Er war Ehrenmitglied des Theologischen Vereins zu Dorpat. 1930 verlieh ihm die Universität Erlangen die theologische Ehrendoktorwürde. 
Nach der Umsiedlung 1939 lebte er im Wartheland und bei seiner Familie in Bischofswerder (Westpreußen). Er starb auf der Flucht im Februar 1945 in Megow bei Pyritz.

## Schriften
- Die Ältesten im Alten Testament. 1895.
- Israel und Juda bei Amos und Hosea, nebst einem Exkurs über Hosea 1–3. 1898.
- Die Darstellungsweise der Chronik. In: Mitteilungen und Nachrichten für die evangelische Kirche in Rußland. 1899.